# ترنس کوپر
ترنس کوپر (انگلیسی: Terence Cooper; ۵ ژوئیهٔ ۱۹۳۳ – ۱۶ سپتامبر ۱۹۹۷) بازیگر اهل بریتانیا بود. وی بین سال‌های ۱۹۵۵ تا ۱۹۹۷ میلادی فعالیت می‌کرد.
از فیلم‌ها یا برنامه‌های تلویزیونی که وی در آن نقش داشته‌است، می‌توان به جک هالبورن، تعقیب آتشین و بچه‌های کوه آتشفشان اشاره کرد.